# Батајница
Батајница је приградско насеље на крајњем северозападу Београда, које се налази на територији градске општине Земун. Београду је припојена 1972. године, до када је била део Срема. Последњих деценија од типичног равничарског села војвођанског типа, са претежно пољопривредним становништвом, Батајница је постала насеље мешовитог типа и вишеструко увећаним становништвом. Према попису из 2011. године, Батајница је имала око 48.600 становника и 450 привредних субјеката, углавном приватних.

## Име
О настанку Батајнице постоје две легенде.
По првој легенди, садашње насеље основано је у 16. веку. Основао га је мађарски гроф Батај, па је по њему насеље и добило име.
По другој легенди име Батајница потиче од француске речи la bataille чита се батај, а у преводу значи битка. Наиме Аустрија је у току 18. века водила велике ратове са Баварцима, Прусима, Французима и Турцима, па се једна од битака водила и на подручју данашње Батајнице. Ако је насеље основано око 1725, дакле после досељавања Срба под Арсенијем Чарнојевићем у ове крајеве, онда је ово највероватнија верзија имена.

## Историја
По неким историчарима, Батајница спада у насеља из бронзаног доба, о чему сведоче и ископине према Дунаву у батајничким пољима. Овде се налази археолошки локалитет Велика хумка у Батајници.
Године 1546. Батајница је, турским пописом, наведена као једно од девет насеља у Земунској нахији, са 25 домаћинстава. У извештају из 1753. године, наводи се да је Батајница мало село, које је имало око 90 имућнијих старешина, односно домаћинстава.
По укидању војне границе, у селу је основана задруга која је увела заједнички рад мештана којима се то веома допало. Задруга је 1912. године имала 52 члана. Од њих је 40% сељака имало преко десет јутара земље.
Насеље у садашњем облику, са омеђеним главним улицама и раскрсницом, настало је повратком граничара са дужности у Војној крајини. Они су у овом месту добили земљу и могућност да се настане на овом подручју. После Првог светског рата, Батајница је такође интензивно насељавана бившим војницима који су добијали земљу у овом подручју.
Место је рано добило основну школу, у коју су у почетку ишла само мушка деца. Зграда школе била је у броју 7, за два броја удаљена од старе зграде покривене трском. Школа је основана 1708. године. Садашња зграда је најстарија у околини и датира из 1875. године. У Батајници постоји и „Позориште аматера Батајнице“ основано 1994. године.
Честа презимена староседелачког становништва Батајнице су следећа: Баришић, Бајац, Бачванин, Бешлић, Бокун, Бојић, Будимировић, Богуновић, Бунош, Велицки, Виденовић, Војновић, Вукадиновић, Гавриловић, Голубовић, Гркинић, Грујичић, Гудурић, Дмијовић, Добрић, Дубајић, Ергић, Зарић, Јосимовић, Јовановић, Керечки, Кнежевић, Крушедолац, Лежајић, Личанин, Марковић, Михајловић, Мириловић, Мојсиловић, Нештинац, Обрадовић, Обрешки, Опачић, Смуђа, Станковић, Тодоровић, Петровић, Перић, Пражић, Узелац, Радишић, Рашула, Ћулум, Страживук, Шарац и многа друга.
Почетком 19. века село је бројало 157 кућа и имало 1.366 становника.
Асфалтни пут према Земуну, део међународног пута Лондон-Цариград, постојао је већ 1936.
О Батајници у Другом светском рату погледајте чланак — Батајница у Народноослободилачкој борби.
У току НАТО бомбардовања 1999. године, Батајница и њен аеродром је била мета свакодневних напада НАТО агресора.

## Демографија
Попис становништва Батајнице кроз историју.
| Демографија | Демографија | Демографија |
| Година      | Становника  | Становника  |
| ----------- | ----------- | ----------- |
| 1921.       | 2.486       |             |
| 1931.       | 3.212       |             |
| 1948.       | 3.674       |             |
| 1953.       | 5.291       |             |
| 1961.       | 8.394       |             |
| 1971.       | 14.567      |             |
| 1981.       | 18.599      |             |
| 1991.       | 24.374      |             |
| 2002.       | 30.172      |             |
| 2011.       | 32.853      |             |
| 2022.       | 34.169      |             |

## Знаменитости
Значајнији објекти су црква Светог Архангела Гаврила у центру насеља, старе зграде основних школа „Бошко Палковљевић Пинки“, „Бранко Радичевић“, „Светислав Голубовић Митраљета“, Дом соколског друштва и црква Рођења пресвете Богородице у насељу Клисина. Батајница има такође споменик природе Лесни профил Капела и Заветни крст.
Батајница је позната по војном аеродрому и ваздухопловном заводу, који су били свакодневна мета НАТО агресора 1999. године.
Дана 17. априла 1999. године у 21:30 за време дејства авијације НАТО од шрапнела експлодираног пројектила погинула је трогодишња Милица Ракић (1996). Њена смрт је постала симбол страдања и патњи деце Савезне Републике Југославије.

## Култура
Батајница има врло успешан хор Црквено дечији хор и оркестар "Орлић", који броји велики број награда. У Батајници постоји и Културно уметничко друштво „Батајница”, које броји велики број награда како у Србији, тако и у иностранству. Такође, постоји и Ансамбл народних игара и песама „Ју-Лира”.

## Школе
У Батајници постоје три школе:
ОШ „Бранко Радичевић“ Батајница, ОШ „Светислав Голубовић Митраљета“ Батајница и ОШ „Бошко Палковљевић Пинки“ Батајница.
Највећа школа у Батајници је ОШ „Бранко Радичевић“.

## Саобраћај
Поред Батајнице пролази ауто-пут за Нови Сад и важна железничка пруга, према Шиду и Новом Саду са једне и према Београду са друге стране. Постоји и обилазна пруга која иде према Сурчину.
Кроз само насеље пролази магистрални пут који је узак а прометан, па су саобраћајне незгоде и гужве пред раскрсницом у центру насеља честа појава. На том месту рачвају се путеви према Новом Саду, Бановцима и Угриновцима. Овај пут повезан је са новосадском ауто-путем петљом која се налази на улазу у насеље.
Године 2012. отворена је петља Батајница која спаја новосадски ауто-пут са обилазницом око Београда. Планиране су још две обилазнице око Батајнице као и изградња ранжирне железничке станице.
Јавни превоз ослоњен је на аутобусе Интегрисаног тарифног система, и то на линије 73 (Нови Београд (Блок 45) - Батајница (Железничка станица) ) (04 ч. - 23 ч.), 700 (Батајница (Железничка станица) - Батајница - Батајница (Војвођанских бригада) - Батајница (Железничка станица) ) (04 ч. - 23 ч.),702 (Батајница (Железничка станица) - Бусије (Црква)) (04 ч. - 23 ч.), 703 (Земун (Кеј ослобођења) - Батајница (Железничка станица) - Угриновци) (04 ч. - 23 ч.), 706 (Зелени венац - Батајница) (04 ч. - 23 ч.), 706Е (Земун (Кеј ослобођења) - Аеродром Батајница) (06 ч. - 20 ч.) и ноћна линија 706Н (Трг Републике - Батајница) (00 ч. - 4 ч.). Осим возила Интегрисаног тарифног система, кроз Батајницу пролазе аутобуси приградских линија ка Бановцима, Сурдуку, Пазови, али и међуградских према Новом Саду, Суботици, Сомбору...
Кроз Батајницу саобраћа и линија градске железнице БГ:воз-а за Овчу.

## Спорт
ФК БСК Батајница је локални фудбалски клуб, основан 1925. године, који игра у Зонској лиги Београд, четвртом фудбалском рангу такмичења у Србији. Женски одбојкашки клуб АС је у сезони 2022/2023. наступао у највишем рангу такмичења. Постоји још и кошаркашки клуб Мондо Баскет и клуб малог фудбала КМФ Лола.

## Поднасеља

### Шангај
Шангај је једно од најбрже растућих насеља у Батајници. Ово насеље је потпуно стамбено. Простире се преко пруге и концентрисано је дуж Шангајске улице. Протеже се ка североистоку ка насељима Бусије и Угриновци (Шангајска улица се такође простире до пута ка Угриновцима). У насељу је подигнута и црква посвећена Светом Јовану Шангајском.

### Црвени барјак
Црвени барјак, познатији као Ново насеље, је највећа појединачна локална заједница у Батајници са 11.129 становника према попису из 2002. године. Насеље почиње на самом улазу у Батајницу, где се налази велика Батајничка петља. Даље се простире на југ, формирајући будућу градску везу између Батајнице и Земун Поља. У насељу се налази топлана, православни храм посвећен Рођењу пресвете Богородице, као и предшколска установа Вртић Паркић.

### Насеље Економија
Најстарије урбано насеље у Батајници изградила је Војска ФНРЈ 1948. године. Налази се на самом уласку у Батајницу из правца Земуна.

## Познате личности
- Светислав Голубовић Митраљета (1917—1942), учесник Народноослободилачке борбе.
- Адам Прибићевић (1880—1957), политичар и публициста
- Жарко Јовановић (1925—1985), био је ромски музичар који је познат по композицији ромске химне Ђелем, Ђелем.
- Милица Ракић (1996—1999), девојчица која је настрадала у НАТО агресији 1999 постала је симбол страдања и патњи деце СРЈ.
- Катарина Радивојевић (1979), српска глумица
- Предраг Васић, (1997) глумац
- Нина Нешковић (1992) српска глумица
- Марко Перић (1984), српски футсалер
- Никола Дринчић (1984), српски фудбалер бивши играч ФК Партизан
- Миралем Сулејмани (1988), српски фудбалер
- Страхиња Ераковић (2001), српски фудбалер
- Јелена Чанковић (1995), српска фудбалерка
- Газда Паја (1987), српски репер
- Слободан Урошевић (1994), српски фудбалер